# Metalmorfosis
Metalmorfosis es el tercer disco de la banda española de heavy metal Barón Rojo, publicado el 16 de mayo de 1983 por Chapa Discos. Fue grabado en Battery Studios de Londres y producido por Vicente Romero.
Por problemas de minutaje tuvieron que quedar fuera del disco dos temas "Invulnerable" y "Herencia letal" que luego serían incluidos en una edición limitada a casete y en un sencillo de regalo que se adjuntaba al LP. Curiosamente en ninguna reedición oficial a CD se han incluido las pistas adicionales, aunque si forman parte de los recopilatorios y fueron parte del repertorio en vivo del grupo por mucho tiempo, "Siempre estás allí" es considerada una de las mejores baladas de Barón pese a no ser parte de ningún corte de difusión. 
La portada fue realizada por Ángel Ortiz y la idea de la portada y el título fueron de Armando de Castro. Es considerado por muchos como el mejor álbum de Barón Rojo con su formación original[cita requerida] e, incluso, se pretendió una versión al inglés, pero nunca se llegó a producir.
Como curiosidad se llegó a decir que los títulos barajados en un principio para titular el álbum eran "Fumando hierro", "Sangre, sudor y Londres", "Con las venas abiertas", "Vuelo nocturno", "Rompiendo el hielo", "Cruzando el puente", "Volando alto"...[cita requerida] Fue incluido por la revista musical Al Borde en la lista de los 250 mejores de todos los tiempos como el 107.º mejor álbum del rock en español
La propia web del grupo compartió recortes de revista de la época en la que se afirmaba que el álbum habría alcanzado la cifra de un millón de ventas en el mundo; aunque oficialmente sólo están certificadas unas 50.000 unidades por conseguir un disco de oro en España.

## Lista de canciones
| Lado A |                      |                                                            |          |  |
| N.º    | Título               | Escritor(es)                                               | Duración |  |
| 1.     | «Casi me mato»       | José Luis Campuzano / Carolina Cortés / Armando de Castro  | 3:44     |  |
| 2.     | «Rockero indomable»  | Armando de Castro / Carlos de Castro / José Luis Campuzano | 4:01     |  |
| 3.     | «Tierra de vándalos» | Armando de Castro / Carlos de Castro                       | 3:46     |  |
| 4.     | «¿Qué puedo hacer?»  | Carlos de Castro                                           | 4:32     |  |
| 5.     | «Siempre estás allí» | José Luis Campuzano / Carolina Cortés / Armando de Castro  | 6:32     |  |

| Lado B |                       |                                                            |          |  |
| N.º    | Título                | Escritor(es)                                               | Duración |  |
| 6.     | «Hiroshima»           | Carlos de Castro / Armando de Castro / José Luis Campuzano | 6:50     |  |
| 7.     | «El malo»             | José Luis Campuzano / Carolina Cortés                      | 5:30     |  |
| 8.     | «Diosa razón»         | Armando de Castro / Carlos de Castro / José Luis Campuzano | 4:20     |  |
| 9.     | «Se escapa el tiempo» | José Luis Campuzano / Carolina Cortés / Armando de Castro  | 4:57     |  |

| Lado A del sencillo |                |                   |          |  |
| N.º                 | Título         | Escritor(es)      | Duración |  |
| 1.                  | «Invulnerable» | Armando de Castro | 5:37     |  |

| Lado B del sencillo |                  |                                                           |          |  |
| N.º                 | Título           | Escritor(es)                                              | Duración |  |
| 2.                  | «Herencia letal» | José Luis Campuzano / Carolina Cortés / Armando de Castro | 4:13     |  |

Los temas «Herencia letal» e «Invulnerable» no fueron incluidos a la hora de reeditar en CD, aunque son considerados parte de la obra.

## Personal
- Armando de Castro: Guitarra solista y rítmica, coros, voz principal en «Invulnerable».
- Carlos de Castro: Guitarra solista y rítmica, coros, voz principal en «roquero indomable», «Tierra de vándalos», «¿Qué puedo hacer?», «Hiroshima» y «Diosa razón».
- José Luis Campuzano: Bajo, coros, voz principal en «Casi me mato», «Siempre estás allí», «Herencia letal», «El malo» y «Se escapa el tiempo».
- Hermes Calabria: Batería.